# La Purísima, Cortazar
La Purísima är en ort i Mexiko.   Den ligger i kommunen Cortazar och delstaten Guanajuato, i den centrala delen av landet, 220 km nordväst om huvudstaden Mexico City. La Purísima ligger 1 737 meter över havet och antalet invånare är 119.
Terrängen runt La Purísima är platt åt nordväst, men åt sydost är den kuperad. Runt La Purísima är det ganska tätbefolkat, med 222 invånare per kvadratkilometer. Närmaste större samhälle är Celaya, 19,0 km öster om La Purísima. Trakten runt La Purísima består till största delen av jordbruksmark.